# Biedronkowate
Biedronkowate (Coccinellidae) – rodzina owadów z rzędu chrząszczy (Coleoptera). Obejmuje około 5 tysięcy gatunków o owalnym, wypukłym ciele, krótkich odnóżach i czerwonych bądź żółtych pokrywach z czarnymi plamkami. Owady te osiągają niewielkie rozmiary, zwykle 8–10 mm.
Żywią się mszycami, dlatego wykorzystywane są w biologicznym zwalczaniu tych szkodników. Mnożą się bardzo szybko i mogą dawać 2-4 pokolenia rocznie. Zimują owady dorosłe. W tym celu potrafią gromadzić się setkami, a nawet tysiącami w różnych miejscach – pod ziemią, w budynkach czy pod korą drzew. Czułki biedronek są przeważnie krótkie lub bardzo krótkie. Mają 8-11 członów, często na ich końcach występuje buławka. W aparacie gębowym charakterystyczne są głaszczki szczękowe o kształcie toporków. Głowa szeroka, wchodzi w przedplecze. Zaniepokojone larwy lub dorosłe chrząszcze wydalają poprzez stawy nóg hemolimfę o żółtym zabarwieniu, która ma trujące właściwości.
Jednym z przedstawicieli jest biedronka – owad o długości ok. 6 mm, pokryty czerwonymi lub pomarańczowymi pokrywami skrzydłowymi, nakrapianymi kontrastowymi plamkami. Biedronki odżywiają się owadami roślinożernymi, są zatem z punktu widzenia człowieka pożyteczne.
W Polsce najczęściej występuje biedronka siedmiokropka. Od 2006 roku obserwuje się inwazję azjatyckiej biedronki Harmonia axyridis, która może zagrozić rodzimym gatunkom.

## Systematyka
Rodzina Coccinellidae Latreille, 1807
podrodzina Chilocorinae Mulsant, 1846
rodzaj Arawana Leng, 1908
rodzaj Axion Mulsant, 1850
rodzaj Brumoides Chapin, 1965
rodzaj Brumus Mulsant, 1850
rodzaj Chilocorus Leach, 1815
rodzaj Curinus Mulsant, 1850
rodzaj Egius Mulsant, 1850
rodzaj Exochomus Redtenbacher, 1843
rodzaj Halmus Mulsant, 1850
rodzaj Orcus Mulsant, 1850
rodzaj Platynaspis Redtenbacher, 1844
rodzaj Telsimia Casey, 1899
podrodzina Coccidulinae Mulsant, 1846
rodzaj Anovia Casey, 1908
rodzaj Azya Mulsant, 1850
rodzaj Coccidula Kugelann, 1798
rodzaj Exoplectra Chevrolat in Dejean, 1837
rodzaj Pseudoazya Gordon, 1980
rodzaj Rhyzobius Stephens, 1829
rodzaj Rodolia Mulsant, 1850
podrodzina Coccinellinae Latreille, 1807
rodzaj Adalia Mulsant, 1846
rodzaj Anatis Mulsant, 1846
rodzaj Anisosticta Chevrolat in Dejean, 1837
rodzaj Aphidecta Weise, 1893
rodzaj Calvia Mulsant, 1850
rodzaj Ceratomegilla Crotch, 1873
rodzaj Cheilomenes Chevrolat in Dejean, 1837
rodzaj Coccinella Linnaeus, 1758
rodzaj Coelophora Mulsant, 1850
rodzaj Coleomegilla Timberlake, 1920
rodzaj Cycloneda Crotch, 1871
rodzaj Harmonia Mulsant, 1850
rodzaj Hippodamia Chevrolat in Dejean, 1837
rodzaj Macronaemia Casey, 1899
rodzaj Megalocaria Crotch, 1871
rodzaj Micraspis Chevrolat in Dejean, 1837
rodzaj Mulsantina Weise, 1906
rodzaj Myzia Mulsant, 1846
rodzaj Naemia Mulsant, 1850
rodzaj Neoharmonia Crotch, 1871
rodzaj Olla Casey, 1899
rodzaj Paranaemia Casey, 1899
rodzaj Propylaea Mulsant, 1846
rodzaj Psyllobora Chevrolat in Dejean, 1837
rodzaj Synonycha Chevrolat in Dejean, 1837
rodzaj Verania Mulsant, 1850
podrodzina Epilachninae Mulsant, 1846
rodzaj Epilachna Chevrolat in Dejean, 1837
rodzaj Subcoccinella Huber, 1842
podrodzina Hyperaspidinae Duverger, 1989
rodzaj Blaisdelliana Gordon, 1970
rodzaj Brachiacantha Chevrolat in Dejean, 1837
rodzaj Helesius Casey, 1899
rodzaj Hyperaspidius Crotch, 1873
rodzaj Hyperaspis Chevrolat in Dejean, 1837
rodzaj Thalassa Mulsant, 1850
podrodzina Scymninae Mulsant, 1846
rodzaj Cryptognatha Mulsant, 1850
rodzaj Cryptogonus Mulsant, 1850
rodzaj Cryptolaemus Mulsant, 1853
rodzaj Decadiomus Chapin, 1933
rodzaj Didion Casey, 1899
rodzaj Diomus Mulsant, 1850
rodzaj Nephaspis Casey, 1899
rodzaj Nephus Mulsant, 1846
rodzaj Pentilia Mulsant, 1850
rodzaj Sasajiscymnus Vandenberg, 2004
rodzaj Scymnobius Casey, 1899
rodzaj Scymnodes Blackburn, 1889
rodzaj Scymnus Kugelann, 1794
rodzaj Selvadius Casey, 1899
rodzaj Stethorus Weise, 1885
rodzaj Zagloba Casey, 1899
rodzaj Zilus Mulsant, 1850
podrodzina Sticholotidinae Weise, 1901
rodzaj Cephaloscymnus Crotch, 1873
rodzaj Coccidophilus Brethes, 1905
rodzaj Delphastus Casey, 1899
rodzaj Gnathoweisea Gordon, 1970
rodzaj Microweisea Cockerell, 1903
rodzaj Nipus Casey, 1899
rodzaj Pharoscymnus Bedel, 1906
rodzaj Serangium Blackburn, 1889
rodzaj Sticholotis Crotch, 1874